# Ungdoms-VM i håndbold 2008 (kvinder)
Ungdomsverdensmesterskabet i håndbold 2008 for kvinder var det andet ungdoms-VM i håndbold for kvinder, og slutrunden med deltagelse af 16 hold afvikledes i Bratislava i Slovakiet den 11. – 20. juli 2008. Mesterskabet var åbent for spillere født i 1990 eller senere.
Mesterskabet blev vundet af Rusland, som dermed sikrede sig ungdoms-VM for første gang. I finalen besejrede de russiske kvinder Serbien med 27-22. De forsvarende mestre fra Danmark måtte denne gang nøjes med bronzemedaljerne efter sejr på 24-21 over Frankrig i bronzekampen.

## Resultater

### Indledende runde
De 16 hold spillede i den indledende runde i fire grupper med fire hold. De to bedste hold fra hver gruppe gik videre til hovedrunden om placeringerne 1-8, mens treerne og firerne spillede videre i placeringsrunden om 9.- 16.-pladsen.

GRUPPE A
| Dato  | Kamp                  | Res.  |
| ----- | --------------------- | ----- |
| 11.7. | Holland - Puerto Rico | 35-17 |
| 11.7. | Rusland - Danmark     | 33-26 |
| 12.7. | Danmark - Holland     | 28-23 |
| 12.7. | Puerto Rico - Rusland | 19-44 |
| 13.7. | Holland - Rusland     | 23-33 |
| 13.7. | Puerto Rico - Danmark | 17-48 |

| Gruppe A    | Kampe | Mål     | Point |
| ----------- | ----- | ------- | ----- |
| Rusland     | 3     | 110-680 | 6     |
| Danmark     | 3     | 102-730 | 4     |
| Holland     | 3     | 81-78   | 2     |
| Puerto Rico | 3     | 053-127 | 0     |

GRUPPE B
| Dato  | Kamp                 | Res.  |
| ----- | -------------------- | ----- |
| 11.7. | Slovakiet - Tunesien | 32-23 |
| 11.7. | Sydkorea - Qatar     | 57-14 |
| 12.7. | Qatar - Slovakiet    | 7-56  |
| 12.7. | Tunesien - Sydkorea  | 30-46 |
| 13.7. | Sydkorea - Slovakiet | 33-17 |
| 13.7. | Qatar - Tunesien     | 12-55 |

| Gruppe B  | Kampe | Mål     | Point |
| --------- | ----- | ------- | ----- |
| Sydkorea  | 3     | 136-610 | 6     |
| Slovakiet | 3     | 105-630 | 4     |
| Tunesien  | 3     | 108-900 | 2     |
| Qatar     | 3     | 033-168 | 0     |

GRUPPE C
| Dato  | Kamp                | Res.  |
| ----- | ------------------- | ----- |
| 11.7. | Spanien - Serbien   | 22-23 |
| 11.7. | Japan - Argentina   | 26-30 |
| 12.7. | Argentina - Spanien | 20-28 |
| 12.7. | Serbien - Japan     | 34-23 |
| 13.7. | Spanien - Japan     | 23-19 |
| 13.7. | Serbien - Argentina | 26-22 |

| Gruppe C  | Kampe | Mål   | Point |
| --------- | ----- | ----- | ----- |
| Serbien   | 3     | 83-67 | 6     |
| Spanien   | 3     | 73-62 | 4     |
| Argentina | 3     | 72-80 | 2     |
| Japan     | 3     | 68-87 | 0     |

GRUPPE D
| Dato  | Kamp                 | Res.  |
| ----- | -------------------- | ----- |
| 11.7. | Frankrig - Angola    | 27-11 |
| 11.7. | Brasilien - Hongkong | 43-7  |
| 12.7. | Hongkong - Frankrig  | 3-48  |
| 12.7. | Angola - Brasilien   | 26-23 |
| 13.7. | Frankrig - Brasilien | 35-20 |
| 13.7. | Angola - Hongkong    | 27-9  |

| Gruppe D  | Kampe | Mål     | Point |
| --------- | ----- | ------- | ----- |
| Frankrig  | 3     | 110-340 | 6     |
| Angola    | 3     | 64-59   | 4     |
| Brasilien | 3     | 86-68   | 2     |
| Hongkong  | 3     | 019-118 | 0     |

### Placeringrunde (9.- 16.-pladsen)
Placeringsrunden havde deltagelse af de otte hold, der sluttede på tredje- og fjerdepladserne i grupperne i den indledende runde. De otte hold spillede i to grupper med fire hold. Holdende fra gruppe A og B samledes i gruppe PI, mens holdene fra gruppe C og D blev samlet i gruppe PII. Indbyrdes resultater mellem hold fra samme indledende gruppe blev taget med til placeringsrunden.
Vinderne af de to grupper kvalificerede sig til kampen om 9.-pladsen, toerne gik videre til kampen om 11.-pladsen, treerne spillede om 13.-pladsen, mens firerne måtte nøjes med at spille om 15.-pladsen.

GRUPPE PI
| Dato  | Kamp                   | Res.  |
| ----- | ---------------------- | ----- |
| 15.7. | Holland - Qatar        | 53-6  |
| 15.7. | Tunesien - Puerto Rico | 30-26 |
| 16.7. | Puerto Rico - Qatar    | 46-9  |
| 16.7. | Holland - Tunesien     | 41-27 |

| Gruppe PI   | Kampe | Mål     | Point |
| ----------- | ----- | ------- | ----- |
| Holland     | 3     | 129-500 | 6     |
| Tunesien    | 3     | 112-79  | 4     |
| Puerto Rico | 3     | 89-74   | 2     |
| Qatar       | 3     | 027-154 | 0     |

GRUPPE PII
| Dato  | Kamp                  | Res.  |
| ----- | --------------------- | ----- |
| 15.7. | Argentina - Hongkong  | 42-10 |
| 15.7. | Brasilien - Japan     | 31-24 |
| 16.7. | Japan - Hongkong      | 30-10 |
| 16.7. | Argentina - Brasilien | 19-31 |

| Gruppe PII | Kampe | Mål     | Point |
| ---------- | ----- | ------- | ----- |
| Brasilien  | 3     | 105-500 | 6     |
| Argentina  | 3     | 91-67   | 4     |
| Japan      | 3     | 80-71   | 2     |
| Hongkong   | 3     | 027-115 | 0     |

Placeringskampe
| Kamp                | Dato  | Kamp                 | Res.  |
| ------------------- | ----- | -------------------- | ----- |
| Kamp om 15.-pladsen | 19.7. | Qatar - Hongkong     | 18-34 |
| Kamp om 13.-pladsen | 19.7. | Puerto Rico - Japan  | 22-44 |
| Kamp om 11.-pladsen | 19.7. | Tunesien - Argentina | 33-39 |
| Kamp om 9.-pladsen  | 19.7. | Holland - Brasilien  | 31-26 |

### Hovedrunde
Hovedrunden havde deltagelse af de otte hold, der sluttede på første- og andenpladserne i grupperne i den indledende runde. De otte hold spillede i to grupper med fire hold. Holdende fra gruppe A og B samledes i gruppe MI, mens holdene fra gruppe C og D blev samlet i gruppe MII. Indbyrdes resultater mellem hold fra samme indledende gruppe blev taget med til placeringsrunden.
De to bedste hold fra hver gruppe gik videre til semifinalerne. Treerne gik videre til kampen om 5.-pladsen, mens firerne spillede om 7.-pladsen.

GRUPPE MI
| Dato  | Kamp                | Res.  |
| ----- | ------------------- | ----- |
| 15.7. | Rusland - Slovakiet | 23-20 |
| 15.7. | Sydkorea - Danmark  | 26-30 |
| 16.7. | Danmark - Slovakiet | 25-17 |
| 16.7. | Rusland - Sydkorea  | 29-25 |

| Gruppe MI | Kampe | Mål   | Point |
| --------- | ----- | ----- | ----- |
| Rusland   | 3     | 85-71 | 6     |
| Danmark   | 3     | 81-76 | 4     |
| Sydkorea  | 3     | 84-76 | 2     |
| Slovakiet | 3     | 54-81 | 0     |

GRUPPE MII
| Dato  | Kamp               | Res.  |
| ----- | ------------------ | ----- |
| 15.7. | Serbien - Angola   | 32-21 |
| 15.7. | Frankrig - Spanien | 17-14 |
| 16.7. | Spanien - Angola   | 26-20 |
| 16.7. | Serbien - Frankrig | 31-20 |

| Gruppe MII | Kampe | Mål   | Point |
| ---------- | ----- | ----- | ----- |
| Serbien    | 3     | 86-63 | 6     |
| Frankrig   | 3     | 64-56 | 4     |
| Spanien    | 3     | 62-60 | 2     |
| Angola     | 3     | 52-85 | 0     |

### Placeringskampe (5.- 8.-pladsen)
| Kamp               | Dato  | Kamp               | Res.  |
| ------------------ | ----- | ------------------ | ----- |
| Kamp om 7.-pladsen | 19.7. | Slovakiet - Angola | 27-18 |
| Kamp om 5.-pladsen | 20.7. | Sydkorea - Spanien | 28-31 |

### Finalekampe
| Dato        | Kamp               | Res.  |
| ----------- | ------------------ | ----- |
| Semifinaler |                    |       |
| 18.7.       | Rusland - Frankrig | 28-25 |
| 18.7.       | Serbien - Danmark  | 28-17 |
| Bronzekamp  |                    |       |
| 20.7.       | Frankrig - Danmark | 21-24 |
| Finale      |                    |       |
| 20.7.       | Rusland - Serbien  | 27-22 |

### Medaljevindere
| Guld | Sølv | Bronze |
| --- | --- | --- |
| Rusland | Serbien | Danmark |
| Tatjana Khmyrova Ksenia Milova Snezhana Makhneva Valentina Gontjarova Irina Nikitina Olga Luzinova Anna Sen Ksenia Makejeva Nadezda Potapenko Ekaterina Ilina Elena Konova Irina Atasjova Ekaterina Jatsenko Lilija Akhmetova Daria Motjalova Polina Dikalo | Cila Latak Marija Obradovic Jelena Vujkovic Maja Radojicic Tina Kolundzic Jelena Trifunovic Jovana Pajic Marija Colic Zeljka Nikolic Nina Ribicic Kristina Georgijev Jovana Zunic Jelena Zivkovic Timea Rabata Dragana Cvijic Bojana Mitrovic | Pernille Kristensen Mette Jensen Camilla Mikkelsen Maria Fisker Lotte Grigel Mia Møldrup Mia Rej Bidstrup Louise Jørgensen Simone Kristensen Sarah Iversen Søs Søby Kamilla Haagensen Stine Jørgensen Sandra Holtet Mittet Stine Frandsen Anna Sophie Okkels |